# Sangre de cóndor
Sangre de cóndor (en quechua: Yawar Mallku; "Cóndor sangriento", también traducido como "La sangre del Cóndor") es una película boliviana dramática de 1969 dirigida por Jorge Sanjinés. Fue escrita por Sanjinés y Óscar Soria. La historia examina una comunidad indígena de Bolivia, que recibe atención médica de la agencia estadounidense ficticia "Cuerpo del Progreso" (un análogo del Cuerpo de Paz real), que clandestinamente está esterilizando a las mujeres locales.

## Resumen de la trama
Una comunidad quechua de Bolivia recibe atención médica de la agencia estadounidense Cuerpo del Progreso, pero no sospechan que secreta y clandestinamente la misma está sometiendo a las mujeres de la comunidad a procedimientos de esterilización forzada, una práctica de eugenesia,  con el fin de que no se reproduzcan los indígenas. Cuando la verdad se revela, los bolivianos atacan a los extranjeros, pero los atacantes son capturados y fusilados por las autoridades. Ignacio Mallku, hermano del protagonista Sisto Mallku, es herido. Sisto busca desesperadamente atención médica para su hermano, pero debido a la falta de dinero para el cuidado apropiado, este muere. Al final, Sisto regresa a su tierra natal con su cuñada, al parecer, por la imagen final, participando de un alce en armas de los nativos bolivianos.

## Reparto
- Marcelino Yanahuaya ... Ignacio Mallku
- Benedicta Mendoza ... Paulina (como Benedicta Mendoza Huanca)
- Vicente Verneros Salinas ... Sixto Mallku (como Vicente Verneros)
- Danielle Caillet
- Felipe Vargas
- José Arce
- Mario Arrieta
- Ilde Artes
- Carlos Cervantes
- Luis Ergueta
- Javier Fernández
- Adela Penaranda
- Julio Quispe
- Humberto Vera

## Impacto y legado
Se cree que Yawar Mallku dio lugar a la expulsión del Cuerpo de Paz de Bolivia, en un acto antiimperialista de nacionalismo cultural por los pueblos indígenas.
Después de proyecciones si Yawar Mallku para audiencias locales, Sanjinés se dio cuenta de que muchos campesinos criticaron la complejidad de la película, debido a la utilización de analepsis (conocido popularmente como flashback) en la narración, lo cual era influido por el cine arte europeo, y la falta de atención a la denuncia de las causas de la opresión de los pueblos indígenas.
Las críticas mencionadas fueron tomadas en cuenta por Sanjinés al hacer su siguiente película, El coraje del pueblo, en 1971. Esta fue ejecutada con actores inexpertos, muchos de ellos campesinos, lo que marcó el inicio de una nueva etapa en la carrera del cineasta, caracterizada por la filmación "con la gente".